# Strengen
Strengen (informalmente anche Strengen am Arlberg, già Strengen am Rallsberg) è un comune austriaco di 1 205 abitanti nel distretto di Landeck, in Tirolo.